# أرنولد ميندل
أرنولد ميندل (بالإنجليزية: Arnold Mindell) (من مواليد 1 يناير 1940) هو مؤلف أمريكي ومعالج نفسي ومُدرِّس في مجالات علم النفس ما وراء الشخصي والعلاج النفسي الجسمي والتغير الاجتماعي والروحانية. يُشتهر ميندل بتحليله الموسَّع لعلم النفس التحليلي والأعراض الجسدية وتشجيع الأفكار التي تدعو إلى «الديمقراطية العميقة» إلى جانب تفسير مفاهيم الفيزياء والرياضيات من الناحية النفسية. ويُعتبر ميندل أيضًا مؤسسًا لعلم النفس الموجه نحو العمليات، الذي يُدعى أيضًا عمل العمليات، وهو تطور لعلم النفس ما وراء الشخصي المستوحى من الطاوية والشامانية والفيزياء.

## حياته المهنية

### نظرة عامة
أسَّس ميندل علم النفس الموجه نحو العمليات وعمل على تطويره، وهو العلم المعروف أيضًا باسم عمل العمليات. وتتضمن الأفكار الأساسية مفهومه عن «هيئة إعادة تنظيم الدولة وتطبيق علم النفس على القضايا الاجتماعية وحلّ الصراعات في المجموعات الضخمة، والمعروفة باسم «العمل العالمي ومبدأ «الديمقراطية». يربط الكتاب الأول لميندل تحت عنوان «دريمبودي: دور الجسم في الكشف عن الذات (1982)»، بين «عملية الحلم بالعقل والعوارض البدنية فضلًا عن مجموعة من التخصصات مثل اليوغا والتاي شي. يشتهر ميندل باقتراحه أن «الأعراض الجسدية هي عبارة عن أحلام تحاول أن تتحقق».
وصف ستانيسلاف غروف ميندل بأنه أحد رواد علم النفس ما وراء الشخصية. في عام 2012، عُدَّ ميندل واحدًا من خمسة أشخاص تم الاعتراف بهم لجائزة ريادة من الرابطة الأميركية للعلاج النفسي. وهو حائز على الشهادة العلمية للعلاج النفسي الممنوحة من المجلس العالمي للعلاج النفسي.

في عام 2017، تم الكشف عن العلاقة بين الأميركيين الأفارقة وعلم النفس التحليلي. تصف فاني بروستر عمل ميندل الخاص بالحلم وارتباطه بالأعراض الجسدية والتطور النفسي. ترى بروستر مدى التوافق بين علم النفس التحليلي ومفهوم ميندل من مبدأ المفهوم الإفريقي التقليدي عن العلاج الذي يعمل على الروح والجسد:
«أعتقد أن نهج ميندل في التعامل مع الأحلام، مع تركيزه على شفاء الجسم، يعكس النظام الأفريقي في شمول العلاج للشمولية بين الجسم والعقل في هذه العملية».
وقد وُصِفَ ميندل بأنه «شخص طبيعي متعدد الثقافات يتميز في بناء العلاقات عبر الحدود الثقافية». وتشمل المهارات التي يتمتع بها ميندل بين الثقافات التركيز على أهمية العناصر غير اللفظية للتواصل إلى جانب «القدرة على تبديل وجهات النظر والانضمام إلى واقع الآخر». وقد ذُكر ميندل في سلسلة تلفزيونية ثينكينغ ألاود، الذي يقدمه جيفري ميشلوف. ومرة أخرى في مقابلة على إذاعة شرينك راب راديو في عام 2008، وأخرى مع ديمنشنز راديو عامي 1995 و2009، وأخرى مع سوماتيك بريسبكتيف عام 2009.
تعرَّض ميندل للانتقاد بسبب تعليمه مفاهيم وممارسات جديدة حول العصر الجديد والتي لم تكن واضحة وغير معروفة بالنسبة للتيار الرئيسي لعلم النفس؛ لوحظ أيضًا أنه لم يتم ترخيص شهادته كطبيب نفسي في أوريغون. انتُقد أيضًا كتابه عن الأحلام كشكل من أشكال «الرعاية الصحية الفيزيائية»؛ بينما أشار معلق آخر إلى علم النفس الموجه نحو العمليات كمثال على علم النفس ما وراء الشخصي مع احتمال، على حد تعبيره، أن يُساء استخدامه كشكل من أشكال «التحكم في الأمر».